# Un baúl lleno de miedo
Un baúl lleno de miedo é um filme de drama mexicano dirigido por Joaquín Bissner, produzido por Roberto Gómez Bolaños e escrito por Danilo Cuéllar. Lançado em 1997, foi protagonizado por Diana Bracho e Julián Pastor.

## Elenco
- Diana Bracho - Cristina de Estévez
- Julián Pastor - Esteban Estévez
- Carlos Espejel - Federico
- Patricia Llaca - Laura Toledo
- Maya Mishalska - Emilia
- Miguel Ángel Fuentes - Vampiro Negro
- Arturo Amor - Morto